# 古惑狼2：皮质反击
《古惑狼2：皮质反击》是一款由顽皮狗公司制作、索尼電腦娛樂发行的平台类游戏。游戏最初于1997年10月31日在PlayStation上发行。本游戏为古惑狼系列第二作。
《古惑狼2：皮质反击》是一个平台游戏。玩家的目的是获得25颗水晶。
游戏收到多数正面评价。《IGN》给予本游戏8.5/10分的评价。 